# Zona arqueológica de Setefilla
La zona arqueológica de Setefilla está situado en el término municipal de Lora del Río (Provincia de Sevilla, España). El nombre de Setefilla tiene su origen en un topónimo medieval que debía referirse a la fortaleza musulmana situada en la mesa del mismo nombre.
Los descubrimientos y noticias arqueológicas sobre este yacimiento son numerosos desde el siglo XIX, y es por entonces cuando Carlos Cañal lo cita como asentamiento protohistórico. La primera excavación arqueológica la realizaron Bonsor y Thouvenot entre 1926 y 1927 en la zona de la necrópolis, donde exhumaron diez túmulos ocupados indistintamente por sepulturas de incineración y de inhumación. En 1973 y 1975 María Eugenia Aubet volvió a excavar los túmulos llamados A y B de la necrópolis, ya excavados por Bonsor y Thouvenot, hallando nuevos enterramientos. Todas estas sepulturas fueron fechadas como pertenecientes al Período Orientalizante. 
En realidad los túmulos de Setefilla son "círculos funerarios" de incineración, consistentes en área circular primitiva, formada por un túmulo poco elevado, en el que se fueron depositando los restos calcinados de los miembros del grupo en urnas cinerarias que se enterraban en fosas. Entre 1976 y 1979 la citada arqueóloga excavó por vez primera en la Mesa de Setefilla. Se practicaron varios cortes estratigráficos que permitieron constatar una ocupación continuada del lugar desde mediados del Segundo Milenio a. C. hasta el siglo V a. C., momento del declive local del período ibérico. La etapa de mayor desarrollo se fechó en el Período Orientalizante (700-500 a. C.), que se corresponde con la necrópolis de incineraciones de urnas y las posteriores de enterramientos bajo túmulos. En este momento parece ser que el área norte de la Mesa de Setefilla, donde está el castillo, estuvo destinada a acrópolis, en tanto que en la zona meridional del cerro se destinó a viviendas. A partir del siglo V a. C. se produce un vacío poblacional que se prolongará hasta el siglo XI d. C., cuando el cerro se fortifica con la construcción del castillo en su extremo norte; la población continuaría hasta el segundo cuarto del siglo XVI. Las otras tres mesas, incluidas en la zona arqueológica, fueron también prospectadas, documentándose una ocupación del Bronce Final en la Mesa del Castillo y ocupación desde el Calcolítico en la Mesa de El Romeral, así como una ocupación romana, relacionada con la explotación del mineral de hierro, en la Mesa de El Vigía. 